# Inundațiile din Banat (1966)
În anul 1966 au avut loc inundații în tot bazinul hidrografic al Banatului. În cursul anului au avut loc patru unde de viitură pe râul Timiș (februarie, aprilie, mai-iunie și iulie-august), dintre care cea de-a treia a cauzat inundații catastrofale.
Inundațiile au fost provocate de un set de factori, inclusiv cantități mari de precipitații și topirea bruscă a zăpezii în zona colinară și muntoasă din apropiere.  
Evenimentul a avut două centre principale de formare, unul situat pe versantul nord-vestic al Munților Semenic și celălalt pe versantul nordic al Munților Țarcu. Aceste zone au fost lovite de precipitații abundente, ceea ce a condus la creșterea rapidă a debitului râurilor. 
Inundațiile din mai-iunie au fost cauzate în principal de cantități semnificative de precipitații căzute în perioada 29 – 31 mai, precedate de precipitații produse în intervalul 25 – 28 mai, care au generat creșterea nivelului apelor în râurile din zonă. 
Ploile căzute în intervalul 29 – 31 mai, care au produs efectiv inundațiile din anul 1966, au însumat în câteva zone restrânse valori de peste 150 mm în trei zile și chiar au ajuns la cca. 230 mm într-un nucleu situat la izvoarele Timișului (Brebu Nou – 229,6 mm).
Unul dintre râurile afectate în mod semnificativ de aceste inundații a fost râul Timiș. Debitul acestuia a atins niveluri extrem de ridicate în timpul inundațiilor. La Lugoj, debitul de vârf a atins 1100 de metri cubi pe secundă, în timp ce la Șag a ajuns la 1416 metri cubi pe secundă. Aceste cifre au ilustrat amploarea inundației și volumul uriaș de apă care a curs în râuri.
Viitura a fost înregistrată în perioada 30 mai – 5 iunie, la stația hidrometrică Șag, și 30 mai – 6 iunie, la stația hidrometrică Grăniceri.
Cel mai grav incident din cadrul acestor inundații a fost ruptura digului de apărare de pe malul stâng al râului Timiș, în apropierea localității Gad, pe 1 iunie 1955, ora 5:30. Această ruptură a avut consecințe semnificative, provocând inundarea a mii de hectare de teren și cauzând daune materiale considerabile. Pe teritoriul României apa a inundat circa 6500 ha și 4 localități, iar în Iugoslavia circa 20000 ha și de asemenea 4 localități.
Fodorhăz, localitate învecinată cu Gad, a fost abandonată și nu a mai fost reconstruită, în urma acestor inundații.
După viitura din anul 1966, s-a extins amenajarea bazinelor Timiș și Bega cu lucrări pentru combaterea inundațiilor, prin executarea acumulărilor pe afluenții râurilor Bega și Bega Veche, precum și a polderelor Gad, Hitiaș și Pădureni.